# Тротовшек, Лана
Лана Тротовшек (словен. Lana Trotovšek, 1983, Любляна) — словенская скрипачка.

## Биография
Из семьи музыкантов. Начала играть на скрипке в пятилетнем возрасте. Училась в Академии музыки в Любляне. Её заметил знаменитый скрипач Руджеро Риччи и пригласил в зальцбургский Моцартеум. Она училась в Trinity College of Music в Гринвиче у Бориса Бровцына, Ривки Голани и др., а также в Королевском коллеже музыки в Лондоне у Ицхака Рашковского. За время учёбы посещала мастер-классы Дьёрдя Паука, Иври Гитлиса, Пьера Амуайяля, Тасмин Литтл, Павла Бермана и др.
В 2006 вместе с виолончелистом Степаном Хаузером и пианисткой Йоко Мисуми организовала классический ансамбль The Greenwich Trio. С 2011 — первая скрипка в британском The Badke Quartet.

## Творческая активность и сотрудничество
Среди оркестров, с которыми выступает Лана Тротовшек, — Симфонический оркестр Торонто, Симфонический оркестр Словенской филармонии, камерный оркестр Milano Classica, московский камерный оркестр Времена года и др. Она выступала с концертами в Венеции, Зальцбурге, Вене, Лондоне, в составе трио концертировала в Великобритании, Австрии, Германии, США, Испании, Хорватии, Словении.

## Репертуар
Бах, Моцарт, Бетховен, Шуман, Шуберт, Мендельсон, Сметана, Брамс, Изаи, Равель, Барток, Шостакович, Хачатурян.

## Признание
Первая премия на Международном конкурсе солистов имени Дино Чани (Милан, 2008). Словенская Премия Прешерна.